# Robert II d'Artois
Pour les articles homonymes, voir Robert II, Robert d'Artois et Artois (homonymie).
Robert II d'Artois, né en septembre 1250 et mort le 11 juillet 1302 près de Courtrai, lors de la bataille de Courtrai.

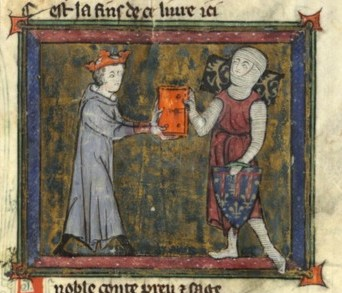
Robert II d'Artois.

Fils posthume de Robert Ier et de Mathilde de Brabant, devient dès sa naissance comte d'Artois. Chevalier de la huitième croisade, il est co-régent du royaume de Naples (janvier 1285-septembre 1289), et commandant dans la guerre de Guyenne et la guerre de Flandre.

## Biographie
Après le remariage de sa mère, Robert est confié avant quatre ans à sa tante, Béatrice de Courtrai. Cette veuve, fille et sœur des ducs de Brabant tient autour d'elle une petite cour dans son château de Courtrai. Elle a laissé une correspondance européenne de l'éducation de Robert d'Artois.
Fait chevalier par son oncle et parrain, le roi Saint Louis (1267), il prend part à la croisade de Tunis (1270) et se montre un farouche combattant, voulant venger son père qui a été tué lors de la précédente croisade.
Sa sœur Blanche d'Artois se réfugie en France afin d'échapper aux luttes pour le pouvoir menées par des opposants à sa régence de la Navarre après la mort de son mari Henri Ier de Navarre en 1274. Pour imposer aux factions en présence la régente et sa fille de trois ans, le roi de France, Philippe III le Hardi, son cousin, confia à Robert d'Artois le soin de rétablir la paix. Il assiégea la capitale navarraise Pampelune, prit la ville et rétablit l'autorité de la reine.
À la suite des Vêpres siciliennes (1282), il se rend en Italie pour secourir son oncle paternel Charles Ier d'Anjou. À la mort de ce dernier, il est nommé régent du royaume de Naples, dont le souverain, Charles II, est prisonnier du roi Pierre III d'Aragon. Mais Charles II, redevenu libre, conclut un arrangement avec le roi d'Aragon, et Robert courroucé quitte l'Italie en septembre 1289.
Philippe IV le Bel l'envoya combattre les Anglais en Guyenne lors de la guerre de Guyenne (en 1296) où il remporta la principale bataille du conflit (la bataille de Bonnegarde), puis en Flandre lors de la guerre de Flandre. Robert battit les Flamands à Furnes en 1297, mais son fils Philippe qui combat à ses côtés y est gravement blessé et meurt un an après.
Robert est tué à la bataille de Courtrai le 11 juillet 1302 (les chroniqueurs français mentionnent qu'il s'est battu avec courage jusqu'à la mort, des chroniqueurs flamands ou anglais racontent qu'il s'est rendu pour une demande à rançon mais qu'un boucher de Bruges lui a tranché la langue) et inhumé en l'abbaye de Maubuisson.
Son fils unique Philippe étant mort avant lui, sa fille Mahaut 
et Robert III, fils de Philippe, se disputèrent sa succession au comté d'Artois.

## Mariages et enfants
En 1262, il épouse en premières noces Amicie de Courtenay (1250-1275), fille de Pierre de Courtenay (1218-1250), seigneur de Conches et de Mehun, et de Perrenelle de Joigny, fille de Gaucher de Joigny ; ils ont les enfants suivants :
- Mahaut d'Artois (1268-1329) ;
- Philippe d'Artois (1269-1298) ;
- Robert (1271-1285)[4].

En 1277, il épouse en secondes noces Agnès de Dampierre (1237-1288), fille d'Archambaud IX de Bourbon, seigneur de Bourbon, et de Yolande de Châtillon, comtesse de Nevers.
En 1298, il épouse en troisièmes noces Marguerite d'Avesnes (morte en 1342), fille de Jean Ier d'Avesnes, comte de Hainaut, et de Philippa de Luxembourg.